# Nutkacypres
Nutkacypres (Callitropsis nootkatensis) er et stedsegrønt træ med en slank, kegleagtig vækstform.

## Beskrivelse
Grenene er svagt opstigende, som ældre dog nærmest opadbøjede. Barken er først gulgrøn med spidse skæl. Så bliver den brun med døde skæl. Til sidst bliver den grå og skaller af i flager (som hos Platan).
Knopperne er små og grønne, og de ses næsten ikke. Bladene er skælformede med en tydelig spids. Oversiden er mat og mørkegrøn, mens undersiden er gulgrøn. Skælranden er lysegrøn. Skudsystemerne er flade og bregneagtige med sideskuddene udviklet skiftevis til de ene og den anden side af hovedskuddet.
Blomsterne bemærkes ikke meget, men frugterne er kuglerunde, piggede, brunlige kogler med blålig dug. Frøene modner sjældent i Danmark.
Rodnettet er fladt udbredt og kun svagt forgrenet.
Højde x bredde og årlig tilvækst: 20 × 4 m (25 × 15 cm/år).

## Hjemsted
Nutkacypressen gror i kystnære områder langs Nordamerikas stillehavskyst fra Alaska til Oregon. Den trives bedst, hvor der er milde vintre og megen nedbør.
Ved vandskellet i Kawesas-området, der ligger i bjergene ud mod Stillehavet i British Columbia, Canada, danner arten blandet nåleskov sammen med bl.a. fjerbregne, bjerghemlock, canadisk hønsebær, druehyld, grønel, gul kæmpekalla, gåsepotentil, kæmpethuja, laksebær, Oenanthe sarmentosa (en art af klaseskærm), oregonel, oregonæble, pilekornel, purpurædelgran, rævehalespiræa, sitkagran, tornpanax, Vaccinium alaskense og Vaccinium ovalifolium (arter af Bølle), vestamerikansk balsampoppel og vestamerikansk hemlock

## Slægtskabsforhold
Den danske botaniker A.S. Ørsted (1816-1872) flyttede i 1864 Nutkacypres fra Cupressus til en ny slægt, Callitropsis, og nye, genetiske data fra 2004 beviser, at han havde ret. Slægten Callitropsis står nær på Juniperus og Cupressus, men ikke på Chamaecyparis. En anden art af Callitropsis, Vietnamesisk Guldcypres Callitropsis vietnamensis, findes i Vietnam.

## Lugt
Bladskællene lugter kvalmende, omtrent som Sevenbom (Juniperus sabina).

## Sorter
- Nutkacypres 'glauca' (Callitropsis nootkatensis 'Glauca')
- Nutkacypres 'lutea' (Callitropsis nootkatensis 'Lutea')
- Nutkacypres 'pendula' (Callitropsis nootkatensis 'Pendula')
- Nutkacypres 'tetra' (Callitropsis nootkatensis 'Tetra')

| Portal | Portal:Botanik |

## Note
1. ↑  Peter K. Schoonmaker og James Powell: The Kawesas Watershed Assessment.Vegetation: Distribution, Characteristics, and Dynamics Arkiveret 1. november 2010 hos  Wayback Machine (engelsk)